# Йохан II фон Траутзон
Йохан II фон Траутзон Стари (на немски: Johann II. von Trautson; Johann 'der Aeltere' Trautson; * ок. 1482; † 15 февруари 1531, Инсбрук) е рицар от стария род Траутзон в Тирол и Долна Австрия, господар в Матрай, Райфенек, Шрофенщайн и Шпрехенщайн, ерцхерцогски австрийски, след това кралски съветник и от 1531 г. главен наследствен маршал на княжеството Тирол и родител на фрайхерен, графове и князе фон Траутзон.

## Живот
Той е син на рицар Сикс I фон Траутзон († 10 март 1508, обезглавен в Пиеве ди Кадоре) и съпругата му Доротея фон Шрофенщайн, наследствена дъщеря на рицар Освалд фон Шрофенщайн и на фрайин Пракседис фон Волкенщайн. Внук е на Балтазар Траутзон-Райфенек († 1470) и Катарина фон Лихтенщайн († 1474).
През 1513 г. Йохан II получава наследствената позиция ландмаршал на Тирол. Той става ок. 1522 г. кралски съветник, получава и титлата главен наследствен маршал на Тирол. Играе важна роля в Тирол за император Максимилиан I и на внукът му Фердинанд I. Той създава модерна администрация в Инсбрук.
Йохан наследява баща си като кралски съветник и военен командир.
Йохан II умира на ок. 49 години на 15 февруари 1531 г. в Инсбрук и е погребан във фамилната капела в манастир „Вилтен“ на юг от Инсбрук.

## Фамилия
Йохан II се жени за Мария Зигвайн фон Биденек, наследствена дъщеря на Йоханес фон Зигвайн-Биденек и на София фон Риндсмаул от род Кронберг, наследствена дъщеря на рицар Освалд фон Шрофенщайн и на фрайин Пракседис фон Волкенщайн. Те имат седем деца:
- Йохан III фон Траутзон (* ок. 1507, Тирол; † 29 декември 1589, Прага), от 1541 г. влиятелен фрайхер на Траутсон-Шпрехенщайн, Шрофенщайн, господар на Фалкенщайн в Тирол и Долна Австрия, австрийски държавник, женен 1531 г. за Бригида ди Мадруцо (* ок. 1514; † 26 април 1576, Виена)
- Елеонора Траутзон († 22 август 1566, Виена, погребана в църквата Св. Михаел), главна дворцова майстерка на ерцхерцогиня Елеонора Австрийска (1534 – 1594) – дъщеря на крал Фердинанд I., която от 1561 г. като съпруга на Гулиелмо Гонзага (1538 – 1587) е херцогиня на Мантуа. Омъжена I. 1526 г. за рицар Франц фон Брайзах-Катценцунген († 1534), II. 1535 г. за фрайхер Георг 'Млади' цу Херберщайн цу Нойбург и Гутенхаг († 16 септември 1560)
- Маргарета Траутзон († млада)
- Барбара Траутзон, омъжена за Йохан фон Вернек
- Катарина Траутзон, омъжена за фрайхер Франц фон Граденег († 1575)
- Фелицитас Траутзон († млада)
- Анна Траутзон († 1559, погребана в катедралата в Лайбах), омъжена I. за Вилхелм фон Филандерс († 1547), II. за Йохан Йозеф фон Егкх и Хунгерсбах († 22 май 1579, Лайбах)